# March for Our Lives
March for Our Lives (MFOL, pol. Marsz dla naszych żyć, Marsz za nasze życia) – nazwa masowych protestów uczniów szkół w Stanach Zjednoczonych, które odbyły się w marcu 2018 roku jako forma sprzeciwu wobec łatwej dostępności do broni palnej w tym kraju. Główny protest March for Our Lives odbył się 24 marca 2018 roku w stolicy kraju Waszyngtonie, w tym samym dniu odbyło się też ponad 800 siostrzanych manifestacji zwołanych przez uczniów w całych Stanach Zjednoczonych i poza ich granicami. Przyczyną protestów była masakra w szkole w Parkland z lutego 2018 roku, która była następną krwawą strzelaniną szkolną w historii USA.
Protestujący proponowali wprowadzenie na szczeblu federalnym takich przepisów jak: wprowadzenia uniwersalnego systemu sprawdzania przeszłości nabywców broni palnej, podniesienia na poziomie federalnym wieku od którego można legalnie posiadać broń do 21 lat, zakazania prywatnych targów broni podczas których prywatni handlarze nie sprawdzają przeszłości nabywców broni lub sprawdzają ją pobieżnie bez weryfikacji, przywrócenia federalnego zakazu sprzedaży broni szturmowej z 1994 roku, a także zakazania sprzedaży magazynków o wysokiej pojemności.
Druga edycja wydarzenia miała miejsce 11 czerwca 2022 roku, w reakcji na masakrę w szkole w Uvalde.

## Tło
Osobny artykuł: Strzelanina w Douglas High School w Parkland
W dniu 14 lutego 2018 roku w szkole Marjory Stoneman Douglas High School w Parkland na Florydzie uzbrojony w karabin AR-15 19-letni Nikolas Cruz otworzył ogień w stronę uczniów i pracowników na korytarzach i w klasach. Zginęło 17 osób, a 17 następnych zostało rannych. Cruz, który był opóźniony w rozwoju i już wcześniej wykazywał się niebywałą agresją i nadpobudliwością oraz depresyjnymi stanami, zakupił karabinek AR-15 całkowicie legalnie.

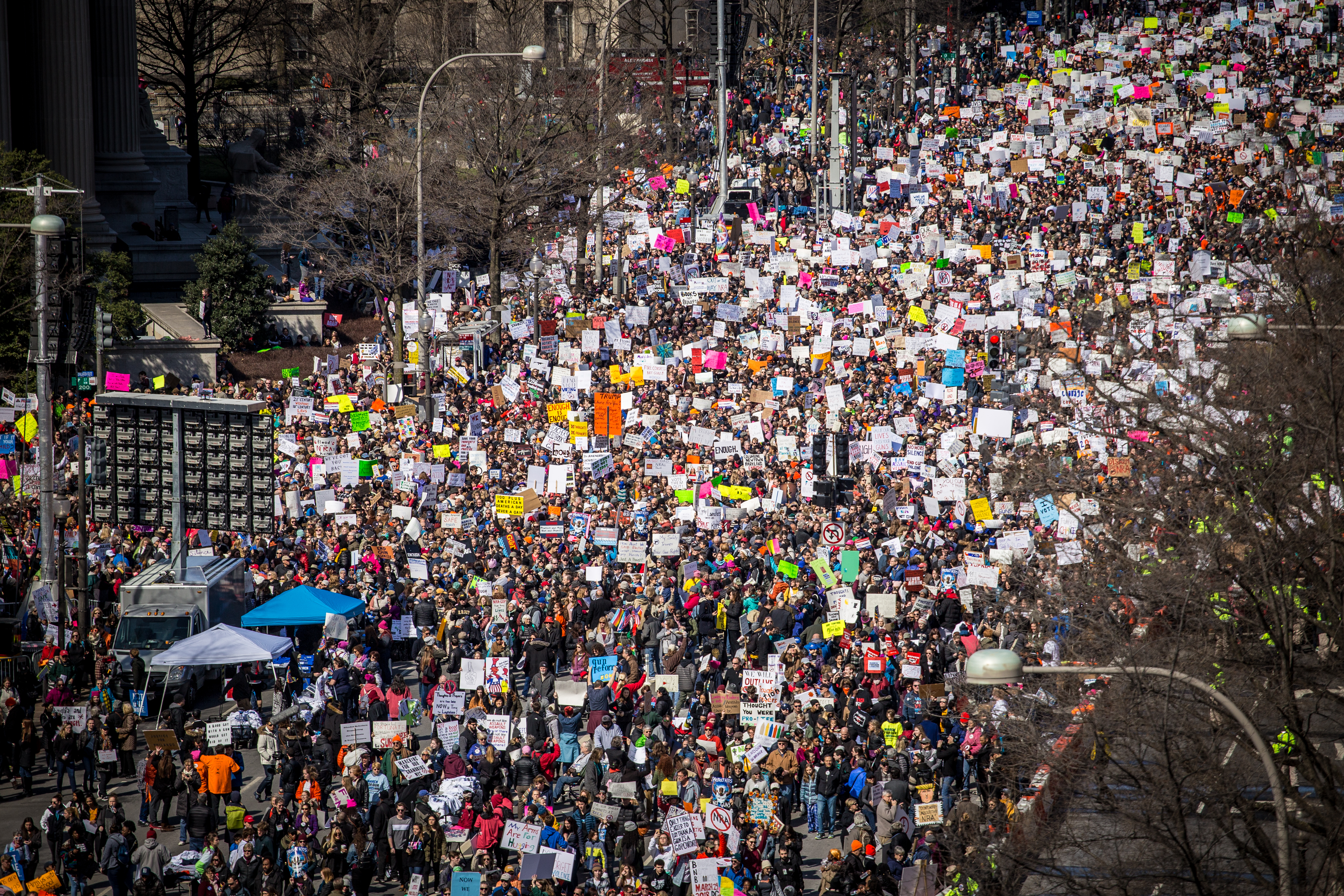
Protestujący na Pennsylvania Avenue

Przyczyną drugiej edycji protestów była natomiast masakra w szkole w Uvalde w Teksasie. Uzbrojony również w karabin AR-15 18-letni Salvador Ramos zastrzelił 21 osób, w tym 19 dzieci, a 18 ranił, zanim został zastrzelony przez służby; Ramos także nabył broń legalnie.

### Plany protestu i poparcie publiczne
Protest był planowany przez organizację Never Again MSD, założoną przez ocalałych uczniów z liceum w Parkland, we współpracy z organizacją non-profit Everytown for Gun Safety, która zajmuje się prowadzeniem statystyk z zakresu przestępczości z użyciem broni palnej. Głównymi organizatorami protestu byli uczniowie Cameron Kasky, X González i David Hogg. W pierwszą miesięcznicę masakry w szkole w Parkland, jeszcze przed ogólnokrajowymi protestami, zwołano manifestację Enough! National School Walkout, podczas której uczniowie z wielu szkół w całych Stanach Zjednoczonych wyszli przed budynki placówek i czcili pamięć ofiar masakry minutą ciszy; główna manifestacja odbyła się przed budynkiem Białego Domu w Waszyngtonie.
Pomysł organizacji protestów młodych ludzi opowiadających się za kontrolą broni poparło wielu celebrytów i znanych osobistości. Wśród nich byli m.in.: Steven Spielberg, Selena Gomez, Justin Bieber, Gabrielle Giffords (która została postrzelona podczas masakry w Tucson w 2011 roku), Amy Schumer, Harry Styles czy Paul McCartney.

## Przebieg protestów

### Pierwsza edycja marszu
Największy protest, liczący od 200 000 do 800 000 uczestników, odbył się w stolicy USA, Waszyngtonie, w południe kiedy uczestnicy protestów zebrali się na alei Pensylwańskiej (Pennsylvania Avenue). Uczestnicy nieśli ze sobą różne transparenty wyrażające poparcie dla ograniczenia dostępu do broni i krytykujące Narodowe Stowarzyszenie Strzeleckie Ameryki (NRA), które lobbuje za jej łatwym dostępem.

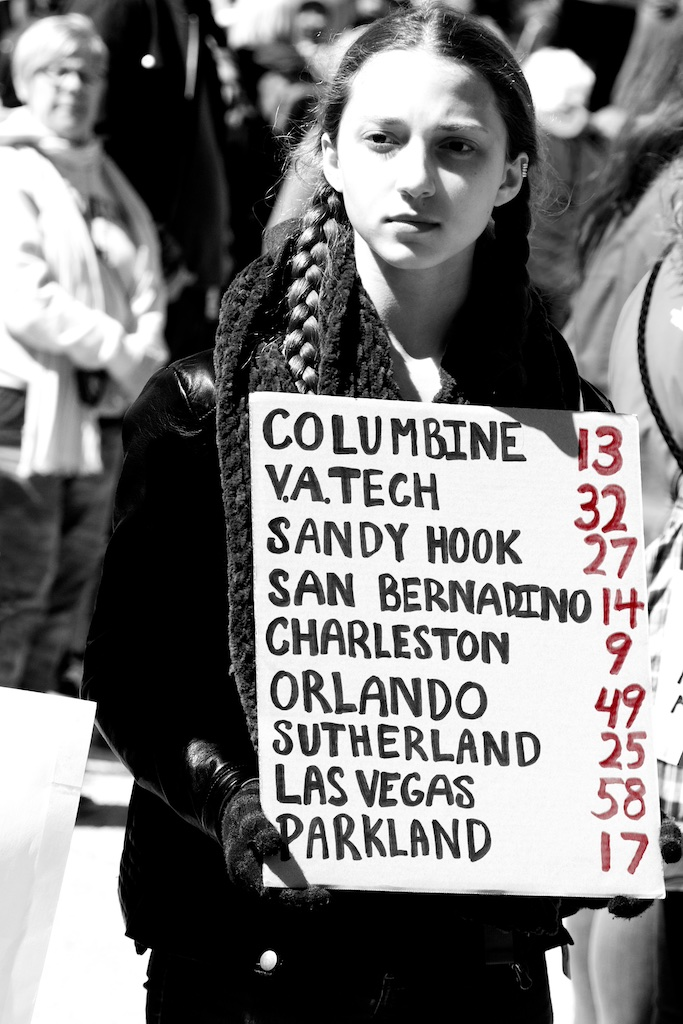
Protestująca uczennica z tabliczką, na której są wypisane nazwy miejscowości i miejsc, w których doszło do największych w ostatnich latach strzelanin w USA i z liczbą zabitych w nich osób

Wśród osób przemawiających na proteście byli uczniowie, którzy ocaleli z zaatakowanej w lutym szkoły w Parkland: Cameron Kasky, David Hogg, Delaney Tarr, Sarah Chadwick, Alex Wind, Jaclyn Corin, Ryan Deitsch, Aalayah Eastmond, Samantha Fuentes i X Gonzalez. Na miejsce miał też przybyć brat jednej z ofiar masakry, ale nie udało mu się dotrzeć z powodu kłopotów logistycznych.
W marszu uczestniczyły znane osobistości, w tym Ariana Grande, Ben Platt, Miley Cyrus, Jennifer Hudson, Selena Gomez i Demi Lovato, natomiast w siostrzanym marszu w Los Angeles wzięła udział ówczesna senator (późniejsza wiceprezydent USA) Kamala Harris. Na marszu w Waszyngtonie pojawiła się też wnuczka Martina Luthera Kinga, a także brat Victorii Soto, nauczycielki zabitej w masakrze w Sandy Hook w 2012 roku.
Na początku marszu odczytano nazwiska 17 zabitych w Parkland osób, które były odczytywane przez X Gonzalez, po czym zarządzono minutę ciszy dla ich upamiętnienia. Później odbyły się przemowy liderów marszu. Po przemówieniu X Gonzalez, tłum uczestników nagrodził je brawami. Przemowa Gonzalez, w której znalazło się wezwanie do działania w sprawie ograniczenia dostępu do broni, wcześniejszy moment ciszy i późniejsze brawa po przemówieniu zostały nazwane przez media najbardziej pamiętnym i najsilniejszym momentem protestów.

### Druga edycja marszu
Druga edycja marszu wydarzyła się 11 czerwca 2022 roku. Zaczęła się w południe w Waszyngtonie, kiedy pod pomnikiem Waszyngtona zebrało się od kilku do kilkunastu tysięcy osób. Miały też miejsce dziesiątki innych protestów w kraju i za granicą USA. Jeden z liderów MFOL, David Hogg, powiedział podczas wydarzenia: Jeśli nasz rząd nie potrafi zrobić nic, po tym jak 19 dzieci zostało zamordowanych (...) to czas, by zmienić tych, którzy są w rządzie.
Protestujących wsparł m.in. prezydent Stanów Zjednoczonych Joe Biden, mówiąc, że dołącza się do głosów protestujących i ponownie apeluje do Kongresu o działanie.

## Reakcje
Znaczna większość osób prywatnych, mediów i znanych osobistości była nastawiona pozytywnie do marszu, był on krytykowany głównie przez prawicowych populistów i NRA.

### NRA
Narodowe Stowarzyszenie Strzeleckie Ameryki było od początku negatywnie nastawione do marszu. Członkowie i przywódcy organizacji twierdzili, że protesty mają na celu pozbawienie obywateli prawa do posiadania broni palnej. Oskarżali też elity z Hollywood o wspieranie tych protestów.

### Amerykańscy politycy
W protestach uczestniczyła duża część polityków z Partii Demokratycznej, która opowiada się za ograniczeniem dostępu do broni. Jednakże uczestniczyło w nim również kilku polityków z Partii Republikańskiej.
Republikański senator z Florydy, Marco Rubio, podważał dużą skalę protestów i stwierdził, że protestujący są jedynie zwolennikami zaostrzenia dostępu do broni, a wiele osób myśli inaczej niż oni. Były republikański senator Rick Santorum krytykował protestujących i stwierdził, że powinni oni wziąć kursy z pierwszej pomocy, a nie maszerować w protestach; wypowiedź ta spotkała się z oburzeniem.

### Użycie mediów społecznościowych
Ruch MFOL używa także intensywnie mediów społecznościowych, w których jest odbierany w przeważającym stopniu pozytywnie. Już miesiąc po proteście z 2018, konta MFOL w mediach społecznościowych były śledzone przez ok. 1,3 miliona osób. Na Twitterze hasztag #MarchForOurLives został użyty wówczas ponad 3.6 miliona razy.
Pierwsza aktywność stowarzyszeń związanych z ruchem miała miejsce na Twitterze. Podczas samej masakry w Parkland kilku uczniów także używało mediów społecznościowych kiedy się ukrywali przed sprawcą; wówczas wywołało to kontrowersje. Uczniowie ocaleli ze strzelaniny zaczęli prowadzić początki ich aktywności społecznej właśnie na Twitterze. Ruch korzysta także z Facebooka i Snapchata, a wiele osób uczestniczących w głównym marszu w Waszyngtonie w 2018 roku korzystało ponadto z Instagrama gdzie wstawiali zdjęcia dokumentujące wydarzenie.

## Miejsca protestów

### Pierwsza edycja
W Stanach Zjednoczonych główny protest odbył się w Waszyngtonie na alejach Pensylwańskich. Protestujący byli też m.in. pod Kapitolem Stanów Zjednoczonych i Trump Hotel. Obecność pod tym ostatnim była wyrazem sprzeciwu wobec bezczynności administracji ówczesnego prezydenta USA Donalda Trumpa w kwestii ograniczenia dostępu do broni.
Na północnym wschodzie USA największe protesty odbyły się w miastach: Hartford, Portland, Boston, Concord, Nowy Jork, Pittsburgh, Providence, Montpelier i w kilku małych miejscowościach spisowych w hrabstwie Somerset w stanie New Jersey.
W środkowych i środkowo-zachodnich stanach USA największe manifestacje odbyły się w miastach: Chicago, Springfield, Indianapolis, Cedar Rapids, Detroit, Saint Paul, Rochester, Saint Louis, Fargo, Cleveland, Sioux Falls, Milwaukee i Kansas City.
Na południu USA największe manifestacje odbyły się w miastach: Birmingham, Orlando, Parkland (mieście gdzie wydarzyła się masakra w Stoneman Douglas High School), Fernandina Beach, Jacksonville, Atlanta, Bowling Green, Baton Rouge, Annapolis, Raleigh, Oklahoma City, Charleston, Chattanooga, Austin i Richmond.
Na zachodzie USA największe manifestacje odbyły się w miastach: Anchorage, Phoenix, Los Angeles, San Francisco, Encinitas, Honolulu, Denver, Albuquerque, Corvallis, Portland, Salt Lake City, Saint George, Seattle, Spokane i Bellingham.
Protesty miały też mieć miejsce na Portoryko, ale były tam pewne problemy organizacyjne; został w pełni zorganizowany dopiero w listopadzie 2020 roku, dwa lata po protestach z marca 2018 roku.
Poza Stanami Zjednoczonymi, protesty odbyły się też w wielu innych miejscach na świecie, w tym w innych miastach Ameryki Północnej i w miastach europejskich.
Największe protesty osób popierających MFOL poza granicami USA odbyły się w miastach Vancouver, Victoria, Akra, Jerozolima, Berlin, Londyn, Rzym, Amsterdam, Warszawa, Kopenhaga i Bruksela, Melbourne, Sydney, Auckland i Buenos Aires.

### Druga edycja
W drugiej edycji marszu protesty odbyły się w około 300 różnych miejscach w całym kraju, w tym w wielu dużych miastach USA, z czego główny w stolicy, Waszyngtonie. Większość ma się wydarzyć w miastach na wschodzie USA. Poza granicami USA, marsze są zaplanowane także m.in. w Niemczech, Szwajcarii, Francji, Meksyku, we Włoszech i w Hiszpanii.

## Nachodzenie protestujących
W 2020 roku kontrowersyjna republikańska polityczka z Georgii i późniejsza członkini Kongresu USA, Marjorie Taylor Greene, zaczęła nachodzić protestujących i organizatorów marszów. W jednym z takich incydentów, zaszła drogę Davidowi Hoggowi, jednemu z założycieli przedsięwzięcia, i zaczęła stalkować go z telefonem w ręku. Taylor Greene wcześniej podważała istnienie masakr w Parkland i Sandy Hook, twierdząc, że nigdy się one nie wydarzyły lub były spiskiem przeprowadzonym w celu zabrania ludziom broni palnej.